# Och už ėta Nastja!
Och už ėta Nastja! (Ох уж эта Настя!) è un film del 1971 diretto da Jurij Sergeevič Pobedonoscev.